# 本多助盈
本多 助盈（ほんだ すけみつ）は、信濃飯山藩の第4代藩主。広孝系本多家8代。

## 生涯
享保3年（1718年）5月、旗本の本多利紀（本多忠利の十男・本多利政の子孫）の長男として生まれる。元文2年（1737年）に飯山藩第3代藩主の本多助有が死去し、実子がなかったため、助有の養子に迎えられて家督を継いだ。12月には従五位下・相模守に叙位・任官する。
藩政では寛保2年（1742年）に大水害により、大被害を受けている。また、大坂加番や奏者番を歴任した。安永2年（1773年）頃から病に倒れ、安永3年（1774年）2月5日に死去した。享年57。
嫡子の助之が早世したため、助之の長男・助受を養子に迎えて跡を継がせた。

## 系譜
父母
- 本多利紀（実父）
- 青山幸度の娘（実母）
- 本多助有（養父）

正室
- 蓮光、利喜姫 ー 秋田頼季の娘

子女
- 本多助之（長男）
- 本多助佳（三男）
- 本多助交（五男）
- 松平直紹正室
- 松平守惇正室
- 朽木昌綱継室
- 織田信味室
- 本多助阜正室

養子
- 本多助受 ー 助之の長男